# Drosophila nigrodigita
Drosophila nigrodigita este o specie de muște din genul Drosophila, familia Drosophilidae. A fost descrisă pentru prima dată de Lin și Ting în anul 1971.
Este endemică în Taiwan. Conform Catalogue of Life specia Drosophila nigrodigita nu are subspecii cunoscute.